# Pestřenka psaná
Pestřenka psaná (Sphaerophoria scripta) je druh dvoukřídlého hmyzu patřícího do čeledi pestřenek.

## Výskyt
Pestřenka psaná má celosvětové rozšíření. Lze ji najít ve většině Evropy, východní palearktické oblasti, Blízkém východě, nearktické oblasti, Severní Africe a orientální oblasti.
Tento druh žije v křovinách, zahradách a lukách bohatých na kvetoucí rostliny. Dospělci mohou opylovat kvetoucí rostliny, jako například konopici úzkolistou a silenku francouzskou, které pestřenky psané opylují nejefektivněji.

## Popis
Pestřenka psaná dosahuje délky 7–12 milimetrů a rozpětí křídel 5–7 mm. Tělo je dlouhé a úzké, se žlutými a černými pruhy. Křídla jsou průhledná. Tykadla jsou krátká a žlutá. Hlava je žlutá. Hrudník je matný, měděnně zbarvený se širokými žlutými bočními pruhy. Zadeček je žlutý. Břicho je podlouhlé a válcovité s čtyřmi širokými, žlutými příčnými pruhy. Nohy jsou žluté. Samice jsou jasněji žluté než samci. U samců bývají poslední dva pruhy často rozmazané.

## Chování

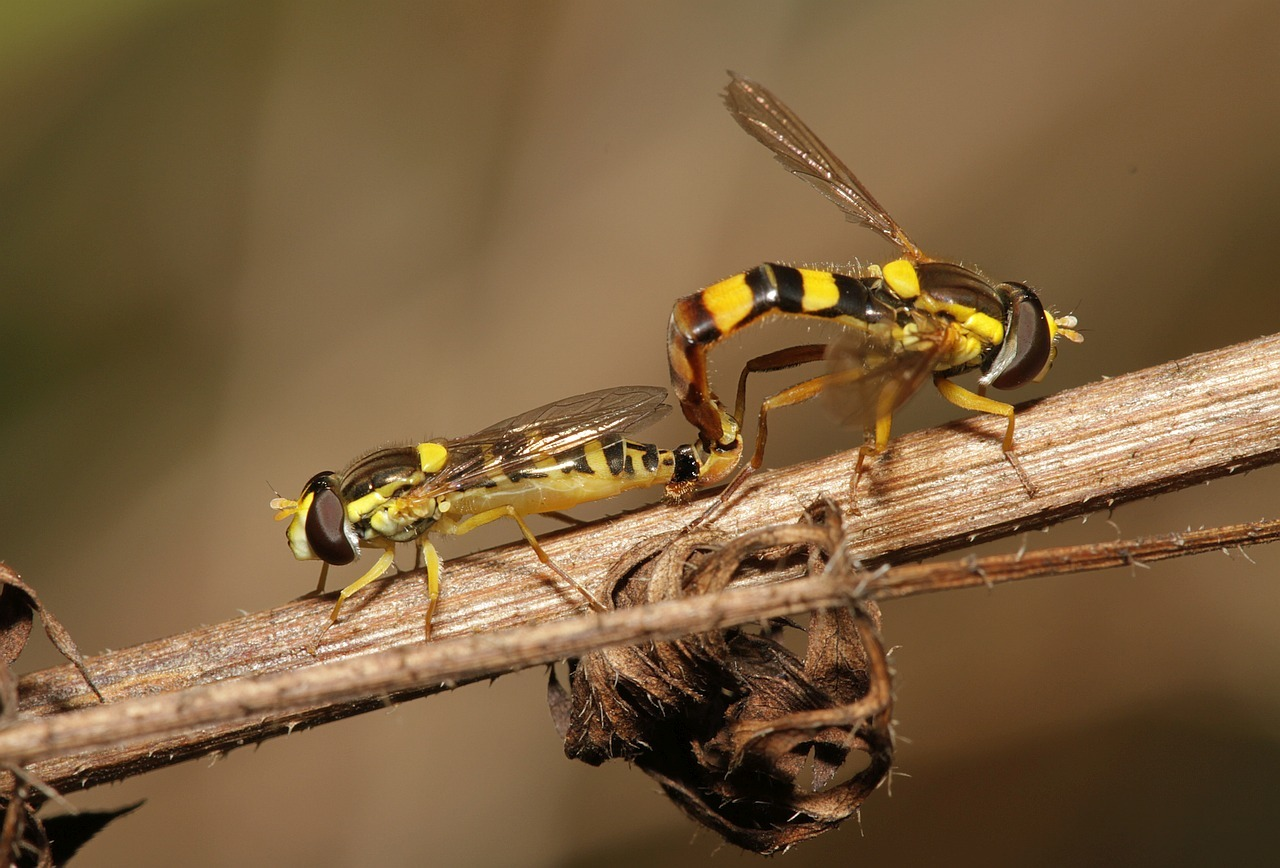
Páření pestřenek psaných

Dospělé pestřenky psané lze nalézt od dubna do listopadu. Larvy se živí mšicemi, zatímco dospělí jedinci se živí nektarem a pylem různých druhů hvězdnicovitých rostlin a rostlinami jako bolševník obecný, konopice polní, sléz pižmový a tolije bahenní.
Tato pestřenka dokáže dokončit celý životní cyklus za pouhých šestnáct dní (od vajíčka po dospělého jedince, který klade vajíčka), a v jednom roce může dojít až ke vzniku devíti generací. Tento druh je migratorní a přezimovává jako larva.